# 주분투
주분투(Xubuntu)는 우분투를 기반으로 Xfce 데스크톱 환경이 적용된 리눅스 배포판이다. 주분투는 리눅스 커뮤니티에서 개발하고 관리하며 캐노니컬에서 이를 인증하였다.

## 우분투와 차이점
우분투는 그놈 데스크톱 환경을 사용하나 주분투는 시스템 자원을 덜 사용하는 Xfce 데스크톱 환경을 사용한다. 이 때문에 오래된 컴퓨터에서 좀 더 원활하게 시스템이 작동할 수 있다. 주분투는 자원 사용량이 적은 GTK+ 애플리케이션을 제공한다.
주분투는 우분투와 동일한 소프트웨어 소스를 사용하므로, 우분투에서 설치해 실행하던 애플리케이션을 주분투에서도 그대로 쓸 수 있다.

## 최소 시스템 요구 사항
| 최소사양   | 데스크톱 |
| ---------- | -------- |
| RAM        | 512 MB   |
| 하드디스크 | 7.5 GB   |
| CPU        | PAE 지원 |

## 배포판
| 버전      | 코드명            | 배포일           | 지원 기간        | 커널   | Xfce      |
| --------- | ----------------- | ---------------- | ---------------- | ------ | --------- |
| 5.10      | Breezy Badger     | 2005년 10월 13일 | 2007년 4월 13일  | 2.6.12 | 4.2       |
| 6.06 LTS  | Dapper Drake      | 2006년 6월 1일   | 2009년 7월 14일  | 2.6.15 | 4.4 베타1 |
| 6.10      | Edgy Eft          | 2006년 10월 26일 | 2008년 4월 26일  | 2.6.17 | 4.4 베타2 |
| 7.04      | Feisty Fawn       | 2007년 4월 19일  | 2008년 10월 19일 | 2.6.20 | 4.4.0     |
| 7.10      | Gutsy Gibbon      | 2007년 10월 18일 | 2009년 4월 18일  | 2.6.22 | 4.4.1     |
| 8.04 LTS  | Hardy Heron       | 2008년 4월 24일  | 2011년 5월 12일  | 2.6.24 | 4.4.2     |
| 8.10      | Intrepid Ibex     | 2008년 10월 30일 | 2010년 4월 30일  | 2.6.27 | 4.6.0     |
| 9.04      | Jaunty Jackalope  | 2009년 4월 23일  | 2010년 10월 23일 | 2.6.28 | 4.6.0     |
| 9.10      | Karmic Koala      | 2009년 10월 29일 | 2011년 4월 30일  | 2.6.31 | 4.6.1     |
| 10.04 LTS | Lucid Lynx        | 2010년 4월 29일  | 2013년 5월 9일   | 2.6.32 | 4.6.1     |
| 10.10     | Maverick Meerkat  | 2010년 10월 10일 | 2012년 4월 10일  | 2.6.35 | 4.6.2     |
| 11.04     | Natty Narwhal     | 2011년 4월 28일  | 2012년 10월 28일 | 2.6.38 | 4.8       |
| 11.10     | Oneiric Ocelot    | 2011년 10월 13일 | 2013년 5월 9일   | 3.0.0  | 4.8       |
| 12.04 LTS | Precise Pangolin  | 2012년 4월 26일  | 2015년 4월 29일  | 3.2.0  | 4.8       |
| 12.10     | Quantal Quetzal   | 2012년 10월 18일 | 2014년 5월 16일  | 3.5.0  | 4.10      |
| 13.04     | Raring Ringtail   | 2013년 4월 25일  | 2014년 1월 27일  | 3.8.0  | 4.10      |
| 13.10     | Saucy Salamander  | 2013년 10월 17일 | 2014년 7월 17일  | 3.11.0 | 4.10      |
| 14.04 LTS | Trusty Tahr       | 2014년 4월 17일  | 2017년 4월 17일  | 3.13.0 | 4.10      |
| 14.10     | Utopic Unicorn    | 2014년 10월 23일 | 2015년 7월 23일  | 3.16.0 | 4.10      |
| 15.04     | Vivid Vervet      | 2015년 4월 23일  | 2016년 2월 4일   | 3.19.3 | 4.12      |
| 15.10     | Wily Werewolf     | 2015년 10월 22일 | 2016년 7월 22일  | 4.2.0  | 4.12      |
| 16.04 LTS | Xenial Xerus      | 2016년 4월 21일  | 2019년 4월 21일  | 4.4.0  | 4.12      |
| 16.10     | Yakkety Yak       | 2016년 10월 13일 | 2017년 7월 20일  | 4.4+   | 4.12+     |
| 17.04     | Zesty Zapus       | 2017-04-13       | 2018년 1월 11일  | 4.8    | 4.12+     |
| 17.10     | Artful Aardvark   | 2017년 10월 19일 | 2018년 7월 19일  | 4.13   | 4.12.3    |
| 18.04 LTS | Bionic Beaver     | 2018-04-27       | 2021년 4월 29일  | 4.15   | 4.12.2    |
| 18.10     | Cosmic Cuttlefish | 2018년 10월 18일 | 2019년 7월 18일  | 4.18   | ~4.13     |
| 19.04     | Disco Dingo       | 2019년 4월 18일  | 2020년 1월 18일  | 5.0    | 4.13.3    |
| 19.10     | Eoan Ermine       | 2019년 10월 17일 | 2020년 7월 17일  | 5.3    | 4.14      |
| 20.04 LTS | Focal Fossa       | 2020년 4월 23일  | 2023년 4월 29일  | 5.4    | 4.14      |
| 20.10     | Groovy Gorilla    | 2020년 10월 22일 | 2021년 7월 22일  | 5.8    | 4.14      |
| 21.04     | Hirsute Hippo     | 2021년 4월 22일  | 2022년 1월 22일  | 5.11   | 4.16      |
| 21.10     | Impish Indri      | 2021년 10월 14일 | 2022년 6월 14일  | 5.13   | 4.16      |
| 22.04 LTS | Jammy Jellyfish   | 2022년 4월 21일  | 2025년 4월 24일  | 5.15   | 4.16      |
| 22.10     | Kinetic Kudu      | 2022년 10월 20일 | 2023년 7월 23일  | 5.19   | ~4.17     |
| 23.04     | Lunar Lobster     | 2023년 4월 20일  | 2024년 1월 20일  | 6.2    | 4.18      |
| 23.10     | Mantic Minotaur   | 2023년 10월 12일 | 2024년 7월 12일  | 6.5    | 4.18      |
| 24.04 LTS | Noble Numbat      | 2024년 4월 25일  | 2027년 4월       | 6.8    | 4.18      |
| 24.10     | Oracular Oriole   | 2024년 10월 10일 | 2025년 7월       | 6.11   | 4.19      |

안드로이드처럼 ABC 순서대로 있는 걸 볼 수 있다.
| 지원 상황: | 지원 상황: | 지원 상황:     | 지원 상황: |
| ---------- | ---------- | -------------- | ---------- |
| 지원 종료  | 지원 중    | 최신 안정 버전 | 출시 예정  |

## 기본 설치 프로그램
- 빠롤 미디어 플레이어
- 파이어폭스
- 모질라 썬더버드
- Pidgin 메신저
- Gnome 지뢰찾기
- Snap 소프트웨어
- 아트릴 문서뷰어

## 같이 보기
- 루분투
- 크런치뱅 리눅스
- ReactOS
- E/OS